# Nicky Catsburg
Nicky Catsburg, né le 15 février 1988 à Amersfoort, est un pilote automobile néerlandais engagé dans plusieurs compétitions comme le WTCC avec Lada Sport Rosneft, les Blancpain Sprint Series ou le Pirelli World Challenge avec Reiter Engineering et ponctuellement des courses de 24 heures avec le Marc VDS Racing Team.

## Palmarès
- Formule Ford

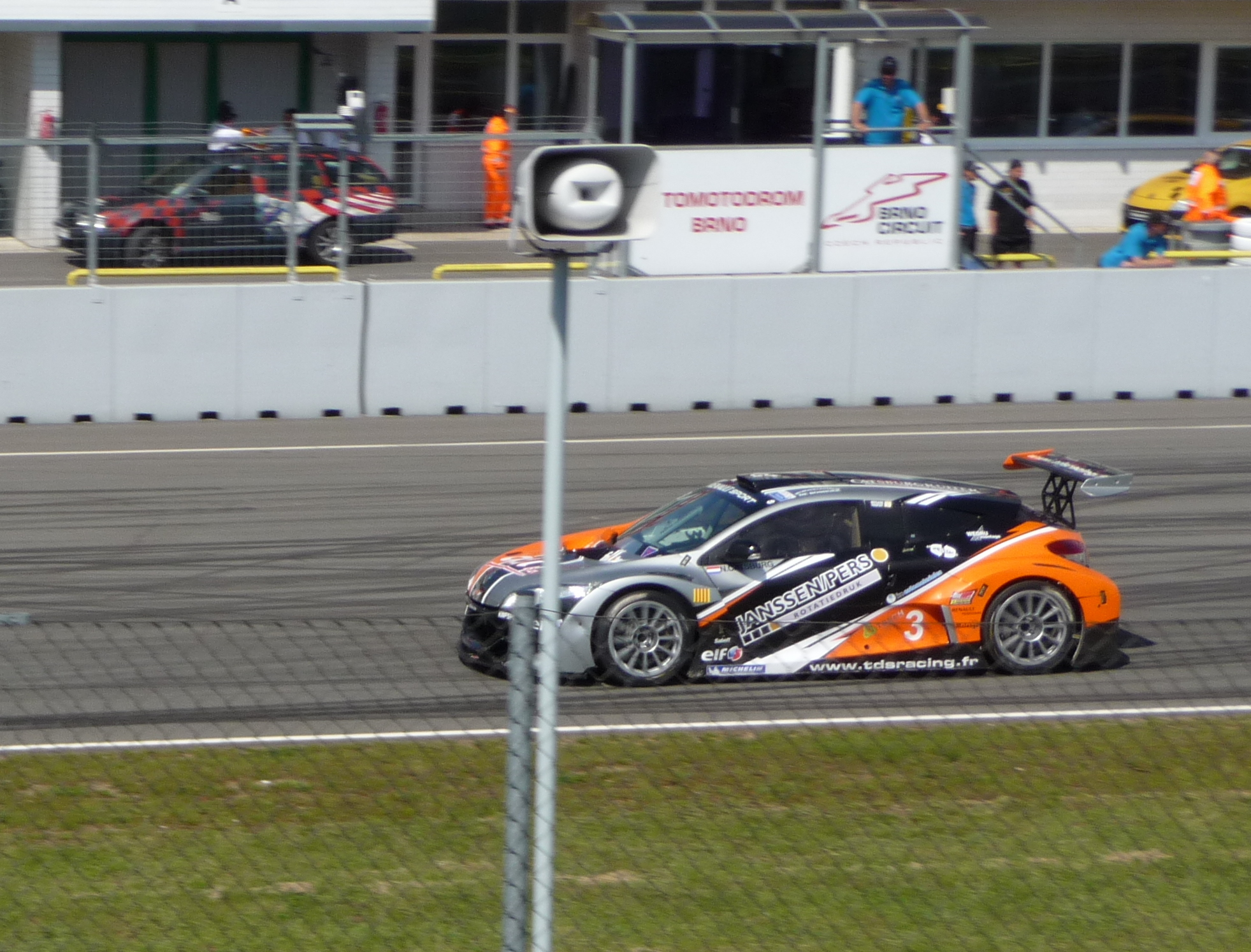
Le Renault Mégane Trophy en 2010

  - Champion des Pays-Bas et du Benelux en 2006

- Eurocup Mégane Trophy
  - Champion en 2010 avec le TDS Racing
  - Vainqueur de sept courses en 2010

- International GT Open
  - Victoire au Nürburgring en 2014

- VLN
  - Victoire lors du VLN3 en 2013 avec le Marc VDS Racing Team
  - Victoire lors du VLN8 en 2014 avec le Marc VDS Racing Team

- Blancpain Endurance Series
  - Vainqueur des 24 Heures de Spa en 2015
  - Deux victoires dans la catégorie Pro-Am en 2014
  - Remporte le titre écurie avec le Marc VDS Racing Team en 2013

- Blancpain Sprint Series
  - Vainqueur de la course qualificative en 2015 à Moscou

- 24 heures du Mans
  - Vainqueur en catégorie LMGTE AM en 2023 avec Corvette Racing

## Résultats aux 24 heures du mans
| Année | Équipe        | Voiture    | Équipiers                  | Résultat |
| ----- | ------------- | ---------- | -------------------------- | -------- |
| 2018  | BMW Team MTEK | BMW M8 GTE | Martin Tomczyk Philipp Eng | 33e      |
| 2019  | BMW Team MTEK | BMW M8 GTE | Martin Tomczyk Philipp Eng | 47e      |